# Arthopyrenia didymelloides
Arthopyrenia didymelloides är en lavart som beskrevs av Alexander Zahlbruckner. Arthopyrenia didymelloides ingår i släktet Arthopyrenia, och familjen Arthopyreniaceae. Arten är reproducerande i Sverige.